# Vedlejší místa v Beleriandu
Tento článek obsahuje abecední seznam méně významných míst objevujících se v Beleriandu, regionu z Tolkienova fiktivního světa. Děj odehrávající se v těchto místech je Tolkienem popisován především v Silmarillionu, Húrinových dětech či Nedokončených příbězích. Jelikož se drtivá většina zemí Beleriandu potopila při zkáze za války hněvu, zanikla značná část těchto míst právě na konci prvního věku.

## A

### Aelin-uial
Aelin-uial čili Soumračná jezera bylo bažinaté a močálovité místo v centrálním Beleriandu. Do Sirionu se zde vlévala řeka Aros, načež se Sirion zpomaloval a rozbíhal v mnoho ramen a posléze mizel pod hradbou kopců táhnoucích se od západu na východ zvanou Andram. U Soumračných jezer, která spadala pod doriathské kouzlo královny Melian, zjevil Ulmo Turgonovi s Finrodem sen, v němž je nabádal vybudovat skrytá města, která by odolala Morgothovu náporu.
Aelin-uial užívali elfové z Doriathu jako místo pro nejsnazší překročení mohutného Sirionu. Na svých cestách tudy prošli mimo jiné Beren, Morwen s Nienor a také Húrin.

### Aeluin
Aeluin bylo chladné jezero nacházející se ve východní části Dorthonionu. Vody tohoto horského jezera prý posvětila samotná Melian. Po Dagor Bragollachu se zde před špehy Temného pána skrýval Barahir a jeho druhové. Sauron však lstí vypátral jejich útočiště a skřeti všechny muže kromě Barahirova syna Berena usmrtili.

### Aglon

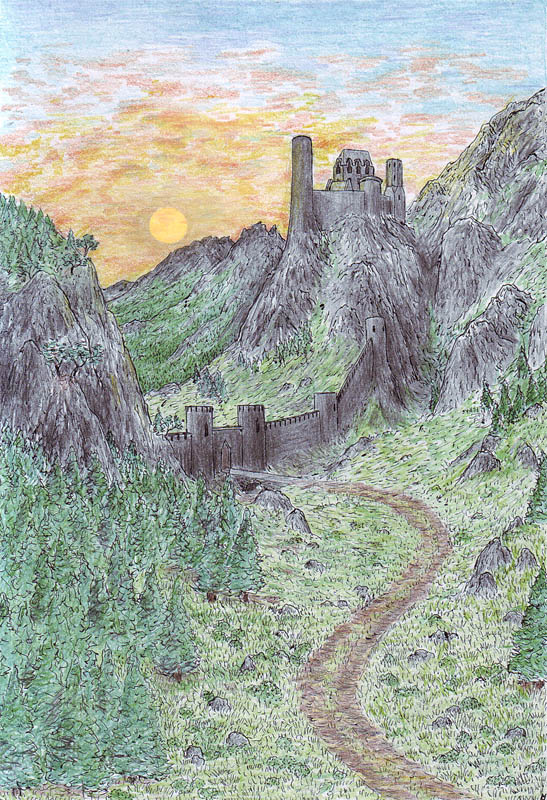
Opevněný Aglonský průsmyk oddělující Lothlann a Himlad

Aglon čili Úzký průsmyk bylo místo mezi vysočinou Dorthonion a hornatým krajem okolo Himringu, které spojovalo jihozápadní Lothlann s jižněji položenou zemí Himlad. Tento strmý průsmyk, zvaný brána Doriathu, byl na západě nesmírně strmý a od severu ním vanul studený vítr. Za obležení Angbandu jej opevnili a se svým lidem střežili Fëanorovi synové Celegorm a Curufin.
Opevnění Noldor v Aglonském průsmyku bylo dobyto Morgothovými služebníky v roce 455 prvního věku za bitvy náhlého plamene. Celegorm, Curufin a další přeživší elfové poté uprchli do Nargothrondu. Jejich bratru Maedhrosovi se Aglon podařila na krátký čas znovu dobýt. Definitivně skřeti obsadili Aglonský průsmyk po drtivé porážce Morgothových nepřátel v Nirnaeth Arnoediad.

### Amon Ereb
Amon Ereb čili Osamělý kopec se nacházel mezi východním cípem Andramu a řekou Gelion ve východním Beleriandu. Tento kopec se stal důležitým místem za první bitvy Beleriandských válek. Vůdce Nandor Denethor byl na Amon Erebu obklíčen a s většinou svého lidu pobit přesilou skřetů. Ossiriandští elfové se poté začali skrývat a byli známí jako Laiquendi, Zelení elfové.
Po porážce v Dagor Bragollachu se na Amon Ereb ke svým bratrům Amrodovi a Amrasovi uchýlil spolu z přeživšími z Thargelionu jejich bratr Caranthir. Obdrželi zde podporu od Zelených elfů a společně ubránili před náporem skřetů jihovýchodní Beleriand.

### Amon Ethir
Amon Ethir čili Výzvědný pahorek byl strážným místem tři míle před branami Nargothrondu. Nechal jej zbudovat zakladatel skrytého města Finrod. Na Amon Ethiru proklel drak Glaurung Túrinovu sestru Nienor, která kvůli drakovu kouzlu zcela ztratila paměť.

### Amon Gwareth
Amon Gwareth byl pahorek ukrytý v údolí Tumladen uvnitř Okružních hor. Na něm nechal zbudovat své skryté sídlo Gondolin pozdější velekrál Noldor Turgon.

### Amon Obel
Amon Obel byl pahorkem, který se nacházel přibližně uprostřed brethilského lesa. Na Amon Obelu zbudoval Halethin lid své sídlo Ephel Brandir.

### Amon Rûdh
Amon Rûdh čili Holý vrch byl rudý kopec tyčící se v údolí mezi řekami Sirionem a Narogem. V hvězdných věcích v něm vybudovali své sídliště Drobní trpaslíci. Poslední tři z těchto trpaslíků, Mîma, Khîma a Ibuna objevil při svém putování Túrin a jeho družina. Túrin se svými muži využívali Mîmův dům v Amon Rûdhu jako skrýš před svými nepřáteli. Trpaslík však Húrinova syna zradil a nechal jej zajmout Morgothovými sluhy.

### Anach
Anach byl průsmyk ležící mezi Ered Gorgoroth a Okružními horami, který spojoval severněji položenou vysočinu Dorthonion s Dimbarem. Po bitvě Nirnaeth Arnoediad vystavěli skřeti průsmykem Anach silnici, po níž jejich vojska rychleji pronikala do Dimbaru. Odtud pak Morgothovi sluhové ohrožovali střežené severní hranice království Doriath.

### Andram
Andram čili Dlouhá zeď je název pro velký zlom táhnoucí se ze západu na východ napříč centrálním Beleriandem. Na západě si cestu skrz tuto překážu prorazila řeka Sirion. Východní cíp Andramu byl znám jako Ramdal tedy Konec zdi.

### Androth
Androth byl název jeskyní v mithrimské pahorkatině, kde Šedí elfové vychovávali po bitvě nespočetných slz osiřelého Tuora.

### Anghabar
Anghabar čili Železné kutání byl název železnorudného dolu nacházejícím se v severní části Okružních hor. Noldor z Gondolinu vedení Maeglinem zde získávali kvalitní tvrdé železo, z něhož vytvořili mnoho zbraní později užitých v bitvě Nirnaeth Arnoediad.

### Annon-in-Gelydh
Annon-in-Gelydh tedy Noldorská brána byl název pro ukrytou chodbu v podzemním řečišti v západních pahorcích Dor-lóminu. Vedla tudy cesta jež ústila v Cirith Ninniachu. Annon-in-Gelydh vybudovali Turgonovi Noldor a při své pouti k moři tudy prošel Tuor.

### Arossiach
Arossiach byl brod přes řeku Aros, který severně od Doriathu spojoval Dor Dínen s Himladem.

## B

### Balar
Balar byl název pro velkou zátoku nacházející se při ústí Sirionu jižně od Arvernienu a západně od Taur-im-Duinathu. Zároveň se tak jmenoval velký ostrov nacházející se v prvním věku v Balarské zátoce. Balarská zátoka vznikla na počátku věků při válce Valar s Morgothem, když došlo k rozbouření moře Belegaeru. Při své pouti do Amanu stanuli elfové na západním pobřeží Beleriandu. Ulmo poté většinu z nich převezl na velkém ostrově na druhou stranu moře. Cíp tohoto ostrova se však zachytil v mělkém dně u ústí Sirionu, kde zůstal a byl znám jako ostrov Balar.
Elfové, kteří nenásledovali Ulma přes moře a raději zůstali na západním pobřeží Beleriandu byli známí jako Falathrim a jejich pánem se stal Círdan. Falathrim objevili v mělkých vodách Balarské zátoky množství krásných perel. Ostrov Balar se v průběhu Beleriandských válek stal jedním z posledních bezpečných útočišť kam prchali Eldar a Edain před rozpínající se mocí Temného pána. Po dobytí přístavů Brithombar a Eglarest uprchnul na ostrov Balar Círdan a přeživší z jeho lidu. Z Balaru se Círdanovi plavci marně pokoušeli překonat Velké moře a doplout do Amanu pro odpuštění Valar. Žádnému z nich se to však nepodařilo.

### Barad Eithel

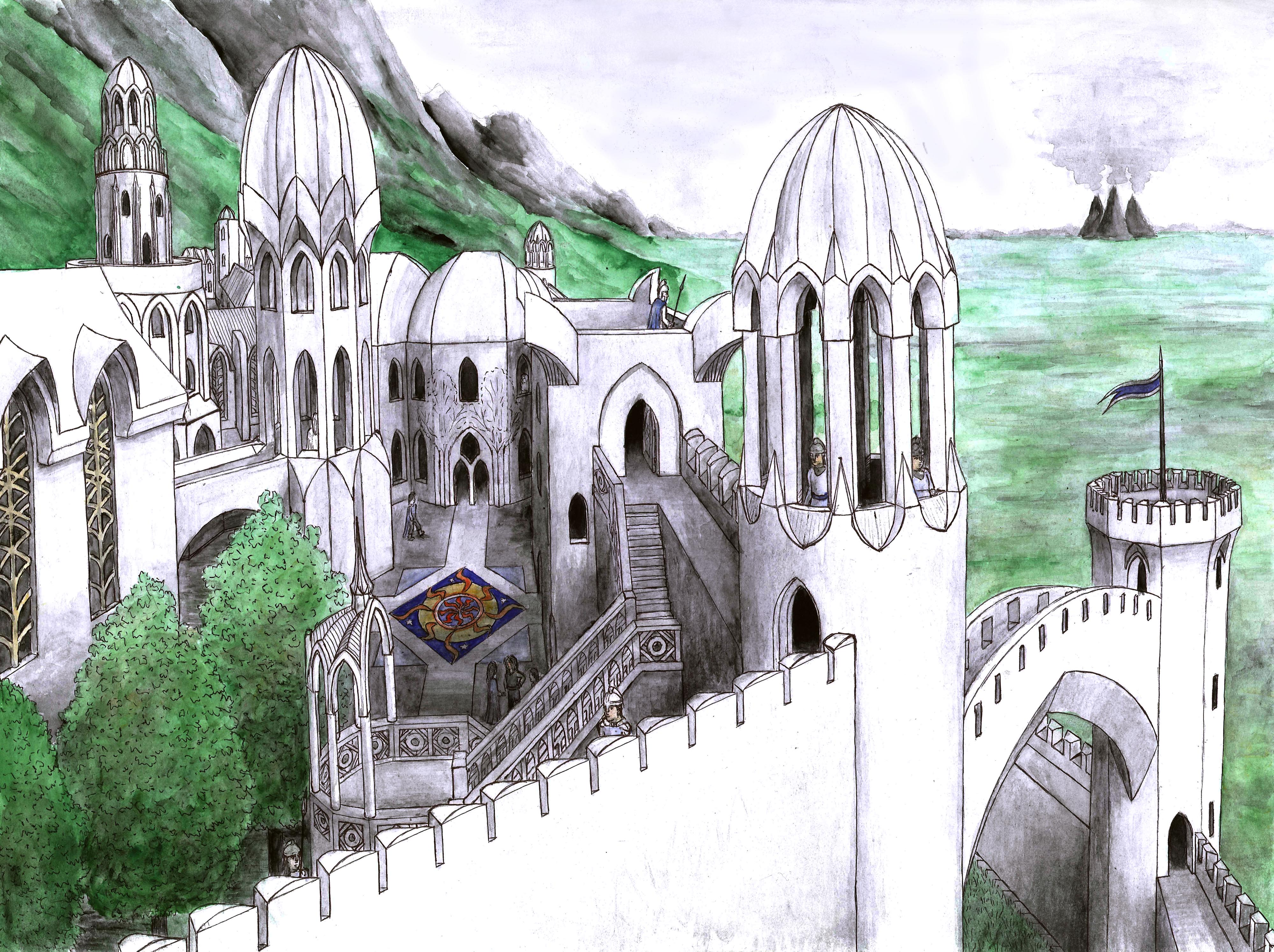
Pevnost Barad Eithel, sídlo noldorských králů Hithlumu s výhledem na planinu Ard-galen a pohoří Thangorodrim

Barad Eithel čili Studniční věž byla hlavní a největší pevnost hithlumských Noldor. Nacházela se na východní straně pohoří Ered Wethrin u ústí Sirionu, Eithel Sirion. Z této pevnosti střežili velekrálové Noldor Fingolfin i Fingon se svým lidem travnatou planinu Ard-galen.
Bitva Nirnaeth Arnoediad vypukla právě před pevností Barad Eithel, když Morgothův kapitán vylákal Gwindora a většinu Fingonova vojska k zbrklému útoku.

### Brithiach
Brithiach byl jediný brod přes řeku Sirion nacházející se jižně od bažin Serech. Brithiach ležel v severním cípu Brethilského lesa.

## C

### Cabed-en-Aras
Jméno této hluboké rokle přes řeku Teiglin v překladu znamená Jelení skok. Právě u Cabed-en-Arasu zabil Túrin draka Glaurunga. Poté, co se do rokle vrhla nešťastná Túrinova sestra Nienor, bylo místo známo jako Cabed Naeramarth čili Skok strašné sudby.

### Cirith Ninniach
Cirith Ninniach čili Duhová rozsedlina byl název průrvy vedoucí od Annon-in-Gelydh skrz pohoří Ered Lómin k zálivu Drengist. Při svém útěku z Hithlumu tudy nepozorovaně uniknul Tuor.

### Cirith Thoronath
Cirith Thoronath tedy Orlí soutězska byl průsmyk nacházející se vysoko v Okružních horách severně od skrytého města Gondolin. Po zkáze Gondolinu tudy prchali přeživší vedení Tuorem a Idril. V souboji s balrogem zde tehdy do propasti padl Glorfindel.

### Crissaegrim
Crissaegrim byly horské štíty nacházející se v Okružních horách jižně od skrytého města Gondolin. Crissaegrim byly sídlem pána orlů Thorondora.

## D

### Dolmed
Dolmed čili Mokrá hlava byla hora v západní části pohoří Ered Luin, nacházející se mezi trpasličími městy Nogrod a Belegost.

### Dor-Cúarthol
Dor-Cúarthol tedy Země Luku a Přilby byl název pro území okolo hory Amon Rudh, které nějaký čas střežili Túrin s Belegem.

### Dor Daedeloth
Dor Daedeloth čili Země stínu hrůzy bylo opevněné území při Ered Engrin okolo Morgothovi pevnosti Angband.

### Dor Dínen
Dor-Dínen neboli Mlčenlivá země byl pustý kraj nacházející se mezi toky Esgalduiny a Arosu.

### Dor-lómin
Dor-lómin znamenající v sindarštině Země ozvěny byl krajem nacházejícím se v jihozápadní části Hithlumu. Hranice Dor-lóminu tvořily na západě štíty Ered Lómin, na jihu Ered Wethrin, na severovýchodě zemi od Mithrimu oddělovalo pohoří Ered Mithrim a na severu představovala hranici země a zbytku Hithlumu řeka tekoucí od jezera Mithrim k Annon-in-Gelydh. Dál na západ pak do Dor-löminu zabíhal záliv Drengist. Zemi v Prvním věku nejprve osídlili Noldor z Fingonova lidu. Velekrál Noldor Fingolfin po příchodu prvních lidí do Beleriandu udělil Dor-lómin do správy Hadoru Lórindolovi, náčelníku Třetího rodu Edain. Vládci Hadorova domu, nejmocnější z náčelníků Edain, poté přijali titul Páni Dor-lóminu a vybudovali své sídlo nedaleko hory Amon Darthir u potoka Nen Lalaith. Dor-lóminští muži se proslavili statečností v bitvě Nirnaeth Arnoediad, když všichni až na zajatého Húrina padli u bažiny Serech. Dor-lómin poté obsadili Východňané, kteří si podrobili přeživší ženy, děti a starce z Húrinova lidu. Po válce hněvu zemi se zbytkem Hithlumu a Beleriandu zatopilo moře. 

### Dor Firn-i-Guinar
Jako Dor Firn-i-Guinar tedy Země mrtvých, kteří žijí byl označován kraj v Ossiriandu, kde se po svém návratu ze smrti usadili Beren a Lúthien.

### Drengist
Drengist byl záliv zaříznutý mezi země Lammoth a Nevrast. Drengist prorážel štíty Ered Lómin a přes rozsedlinu Cirith Ninniach usnadňoval cestu z Hithlumu k moři. V ústí Drengistu v místě známém jako Losgar dal po připlutí do Středozemě Fëanor spálit ukradené lodě Teleri.

## E

### Echoriath
Echoriath tedy Okružní hory bylo pohoří obklopující skryté údolí Tumladen. Město Gondolin dal za štíty Echoriath zbudovat noldorský pán Thingol.

### Eithel Ivrin
Eithel Ivrin tedy Studnice Ivrinu byl pramen řeky Narog nacházející se na jižní straně pohoří Ered Wethrin. Nacházelo se zde stejnojmenné vodopády a jezero díky jehož vodě se zde uzdravil Túrin.

### Eithel Sirion
Eithel Sirion neboli Studnice Sirionu bylo místo nacházející se přibližně v polovině hor Ered Wethrin. Na západním úbočí Hor Stínu zde pramenila nejdelší řeka Beleriandu Sirion. Na počátku prvního věku nechal u Eithel Sirionu zbudovat svou pevnost Barad Eithel Velekrál Noldor, Fingolfin.

### Ephel Brandir

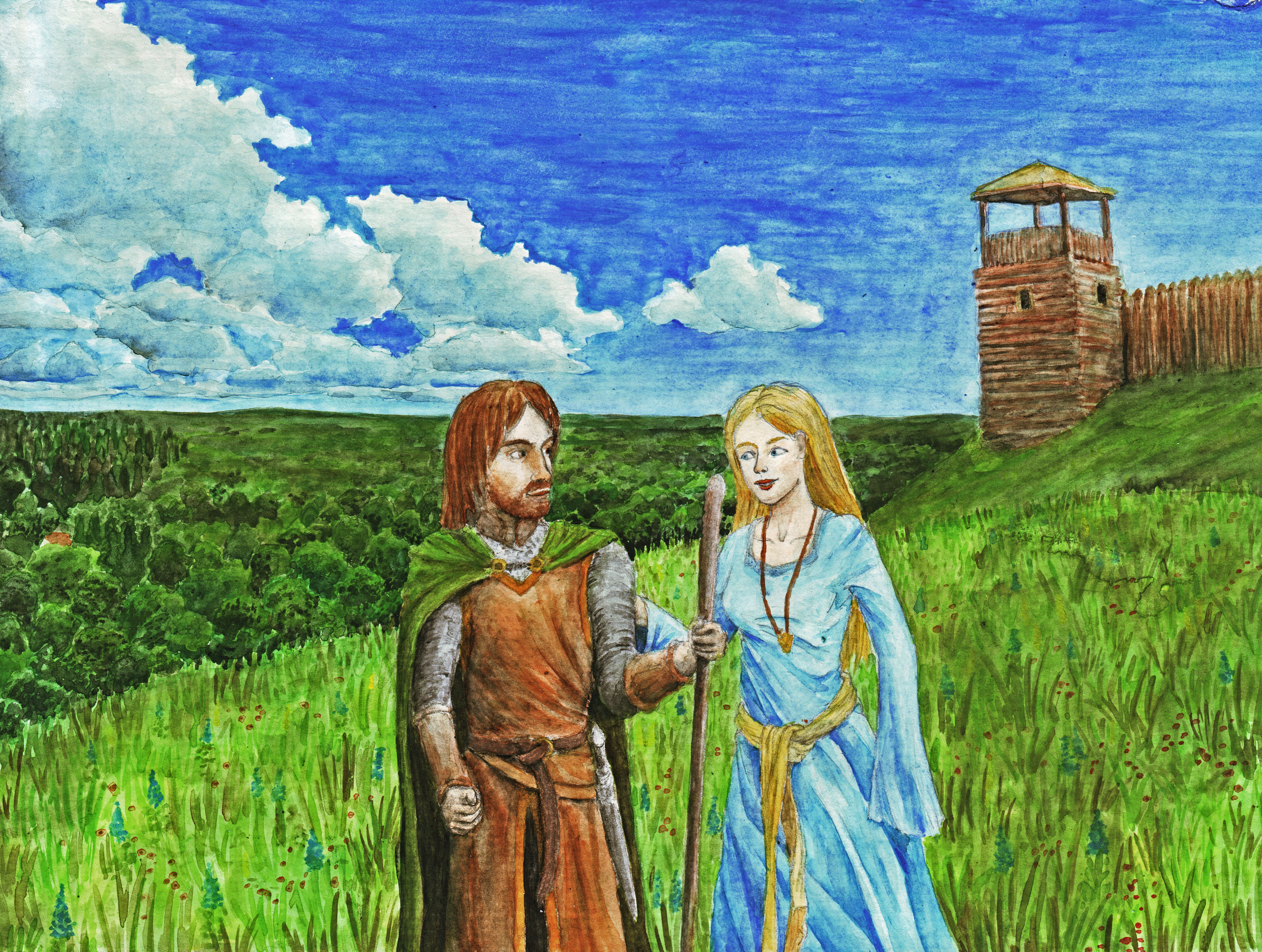
Haldir a Glóredhel u opevněného Ephel Brandiru, nacházejícího se na kopci Amon Obel

Ephel Brandir doslova Brandirovo kruhové oplocení bylo opevněné sídliště Halethina lidu na kopci Amon Obel v lese Brethilu.

### Ered Gorgoroth
Ered Gorgoroth tedy Hory děsu se nacházely severně od království Doriathu a prokleté země Nan Dungortheb. Na sever od Hor děsu ležela vysočina Dorthonion. Pohoří získalo své jméno kvůli strašnému potomstvu pavoučice Ungoliant, které se usadilo na jejím úbočí. Příkré štíty Ered Gorgoroth tvořili jen těžko překročitelnou hradbu, přesto se tudy podařilo projít smrtelníku Berenovi.

### Ered Lómin
Ered Lómin tedy Hory ozvěny nazývané též Ozvěnové hory či Pahorky ozvěn byly pohoří tvořící západní hranici Hithlumu. Na západ od Ered Lómin se nacházel přímořský Lammoth a nížinatý Nevrast. Přibližně v půli protínal štíty Ered Lómin záliv Drengist.

### Ered Wethrin
Ered Wethrin čili Hory stínu nebo též Stínové hory tvořili východní a jižní hranici Hithlumu. Na východ od nich se rozprostírala pláň Ard-galen, jižněji pak ležely země západního Beleriandu. Na východním úbočí Hor stínu v místě známém jako Eithel Sirion pramenila nejdelší řeka Beleriandu Sirion, který tekl okolo Ered Wethrin Sirionským průsmykem na jih. Na jižní straně Ered Wethrin u Ivrinských vodopádů pak pramenila řeka Narog. V Horách stínu pramenili též řeky Teiglin a Malduina.

### Estolad
Estolad neboli Tábořiště byl kraj nacházející se v severní části východního Beleriandu, na jih od lesa Nan Elmoth a východ od Doriathu. Po svém příchodu do Beleriandu se zde usadili první lidé vedení svými pány Bëorem a Marachem.

## H

### Haudh-en-Arwen
Haudh-en-Arwen čili Mohyla Paní v jazyce lidí Tur-Haretha byla mohyla navršená brethilskými muži po smrti jejich náčelnice Haleth.

### Haudh-en-Elleth
Haud-en-Elleth tedy Mohyla elfské dívky byla mohyla nacházející se nedaleko brodů přes Teiglin, do které brethilští muži pohřbili elfskou dívku Finduilas, kterou krátce předtím usmrtili skřeti. Mohylu spolu s brethilskými válečníky bránil Túrin a skřeti se tomuto místu dlouho vyhýbali. Zde se Túrin později setkal se svou sestrou Nienor.

### Haudh-en-Ndengin
Haudh-en-Ndengin čili Pahorek zabitých nazývaný také Haudh-en-Nirnaeth neboli Pahorek slz na Morgothův příkaz po bitvě Nirnaeth Arnoediad vytvořili skřeti. Pahorek vyrostl uprostřed planiny Anfauglith navršením všech mrtvých těl a zbraní, které brzy zarostla vysoká zelená tráva.

### Helevorn
Helevorn čili Černé sklo bylo jezero ležící na severu Thargelionu, jižně od hory Rerir. Se svým lidem se okolo jezera Helevornu usadil Caranthir.

### Himring
Himring tedy Stále chladný byl kopec, který se nacházel v jinak vcelku rovinatém kraji mezi Východním Beleriandem a Lothlannem, odkud byly země Beleriandu nejsnázeji napadnutelné. Himring se stal sídlem nejstaršího Fëanorova syna Maedhrose, který odtud ovládal oblast známou jako Maedhrosova marka.

## I

### Iant Iaur
Iant Iaur čili Starý most byl kamenný most přes řeku Esgalduinu na severní hranici Doriathu.

## L

### Ladros
Ladros byl kraj nacházející se severovýchodně od vysočiny Dorthonion. Tuto zemi věnovali noldorští králové lidem z Bëorova domu.

### Lammoth
Lammoth čili Velká ozvěna byl přímořský kraj ležící severně od zálivu Drengist. Od západněji položeného Hithlumu jej oddělovaly štíty Ered Lómin. Při svém útěku z Valinoru zde o ukradené silmarily zápasili Morgoth a pavoučice Ungoliant. Téměř přemožěný Morgoth zde vydal strašný výkřik, načež mu na pomoc přispěchali jeho balrogové. Výkřik Temného pána však v kraji navždy zůstal a země po něm později získala své jméno.

### Linaewen
Linaewen neboli Jezero ptáků byl název velkého jezera nacházejícího se uprostřed nížinného Nevrastu.

### Losgar
V místě známém jako Losgar nacházejícím se při ústí zálivu Drengist dal Fëanor po svém připlutí do Středozemě spálit ukradené lodě Teleri.

### Lothlann
Lothlann čili Širý a prázdný byl rozlehlý kraj ležící severně od Maedhrosovy marky. Země Beleriandu byly ze severu nejsnázeji napadnutelnéprávě přes planiny Lothlannu.

## M

### Mithrim
Mithrim bylo jméno velkého jezera ve východním Hithlumu. Stejně byl pojmenován také okolní kraj a pohoří, které Mithrim oddělovaly od západněji položeného Dor-lóminu.

## N

### Neldoreth
Neldoreth byl les tvořící severní část království Doriath. Od jižněji položeného lesa Regionu jej odděloval tok řeky Esgalduiny. Řeka Mindeb pak Neldoreth oddělovala od země Dimbar a lesa Brethilu ležících západněji.

## R

### Ramdal
Ramdal čili Konec zdi představoval shluk nevysokých pahorků nacházející se ve východním Beleriandu. Jednalo se o východní cíp pásma kopců známých jako Andram. Dál na východ od Ramdalu se nacházel kopec Amon Ereb. Po Dagor Bragollachu překročil Ramdal se svým lidem Caranthir prchající před Morghotovými služebníky z Thargelionu.

### Region
Region byl les tvořící hlavní část království Doriath. Les se rozkládal především mezi řekami Egalduinou a Arosem. V severní části lesa se nacházel Menegroth, hlavní město království.

### Rerir
Rerir byla hora nacházející se v severní části Ered Luin. Jižně od hory se nacházelo jezero Helevorn. U hory pramenila řeka Větší Gelion.

## S

### Sarn Athrad
Sarn Athrad tedy Kamenitý brod bylo místo, kde trpasličí silnice vedoucí z Ered Luin překračovala tok řeky Gelion. V bitvě u Sarn Athradu rozprášilo elfské vojsko vedené Berenem nogrodské trpaslíky vracející se s uloupeným pokladem z Menegrothu.

### Serech
Serech byl název velké bažiny nacházející se severně od Sirionského průsmyku při ústí říčky Rivilu do Sirionu.

### Sirionský průsmyk
Sirionský průsmyk představoval úzké údolí sevřené mezi pohořími Ered Wethrin, Echoriath a vysočinou Dorthonion, kterým protékala řeka Sirion. Příkré srázy údolí byly porostlé borovými lesy a jediná úzká cesta skrz průsmyk vedla podél západního břehu řeky. Uprostřed průsmyku vybudoval na říčním ostrově Tol Sirion svou pevnost Minas Tirith Finrod Felagund. Strážní věž pak hájila průchod z pláně Ard-galen do zemí Beleriandu. Kvůli své strategické pozici se Sirionský průsmyk stal dějištěm mnoha velkých bitev beleriandských válek. Morgothovi sluhové průsmykem pronikli na jih během první bitvy o Beleriand a válčilo se o něj i během bitev Dagor Aglareb, Dagor Bragollach a také Nirnaeth Arnoediad.

### Sirionské přístavy
Sirionské přístavy představovaly jedno z posledních útočišť přeživších Eldar po zkáze jejich říší v Beleriandu. Nácházely se na pobřeží zátoky Balar při ústí Sirionu. V dobách po příchodu elfů do Beleriandu se v neosídlené deltě při ústí Sirionu rozkládaly bažiny a písečně ostrovy porostlé hustým rákosím. Na pobřeží zátoky Balar a i pří ústí největší beleriandské řeky se usadili mnozí Teleri, kteří se stali přáteli a žáky Ossëho.
Po zpustošení Falasu, dobytí věže Barad Nimras a zkáze přístavů Brithombaru a Eglarestu se část přeživších Falathrim uchýlila na ostrov Balar. Tito elfové ale bránili i ústí Sirionu, kde se jejich rychlé lodě skrývaly před Morgothovými služebníky na ostrovech v deltě Sirionu. K uprchlíkům ukrývajícím se při ústí Sirionu se připojili i přeživší z vypleněného Doriathu, mezi nimiž byla i Diorova dcera Elwing nesoucí silmaril. Připojili se tam k nim i uprchlíci z Gondolinu vedení Tuorem. Pod ochranou Ulma založil elfský lid na pobřeží zátoky Balar sídlo známé jako Sirionské přístavy. Pánem elfského lidu žijícího při ústí Sirionu se stal Tuorův syn Eärendil, který si za manželku vzal Elwing a měli spolu syny půlelfy Elronda a Elrose. Na Sirionské přístavy však záhy zaútočili Fëanorovi synové při třetím Zabíjení rodných. Elwing se silmarilem na prsou při útoku skočila do moře a Eärendilovi synové byli zajati. Hrstka přeživším ze Sirionských přístavů uprchla na Círdanových lodích na ostrov Balar.

## T

### Talath Dirnen
Talath Dirnen nazývaná Střežená pláň bylo území rozlehající se mezi řekami Narog a Sirion. Tato oblast spadala do Nargothrondské říše. Nargothrondští elfové měli na Střežené pláni množství ukrytých věží a oblast bývala plná jejich lučištníků.

### Taras
Taras byla hora nacházející se na západním výběžku Nevrastu. Na zdejší pobřeží přicházel Ulmo s Ossëm a v okolí hory žilo mnoho Sindar. Po návratu Noldor se u hory Taras usadil Turgon se svým lidem. Noldor vybudovali pod horou Taras své sídlo Vinyamar, které opustili po odchodu do Gondolinu.

### Taur-en-Faroth

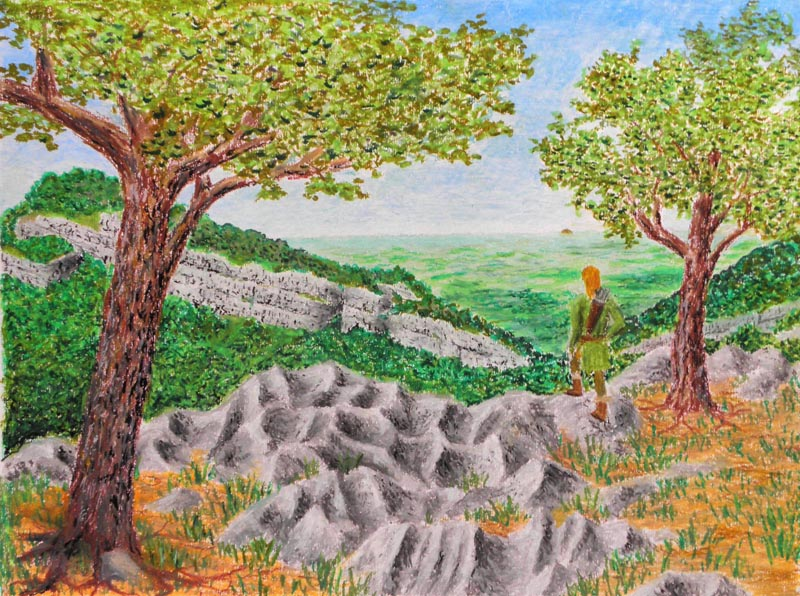
Vysočina Taur-en-faroth v níž byl nad řekou Narog vystavěn Nargothrond - sídlo krále Finroda Felagunda

Taur-en-faroth byla vysočina nacházející se přibližně v centru Západního Beleriandu. Protékala zde rychlá řeka Narog, nad níž si zbudoval své skryté sídlo Finroda Felagunda Nargothrond.

### Taur-im-Duinath
Taur-im-Duinath neboli Les mezi řekami bylo jméno rozsáhlého divokého kraje nacházejícího se mezi řekami Sirion a Gelion jižně od pásu Andram.

### Tol Galen
Tol Galen tedy Zelený ostrov ležel v řece Adurant v Ossiriandu. Po svém návratu ze smrti zde dožili Beren a Lúthien.

### Tumhalad
Tumhalad bylo údolí sevřené mezi řekami Narog a Ginglith. V roce 495 prvního věku zde vojsko vedené drakem Glaurungem rozdrtilo vojsko nargothrondských elfů. Padnul zde i mimo jiné i pán Nargothrondu Orodreth.

### Tumladen
Tumladen tedy Široké údolí se nacházelo za pásem Okružních hor. Uprostřed Tumladenu, na jehož místě kdysi bývalo jezero, si noldorský pán Turgon vystavěl své ukryté město Gondolin.

## V

### Vinyamar

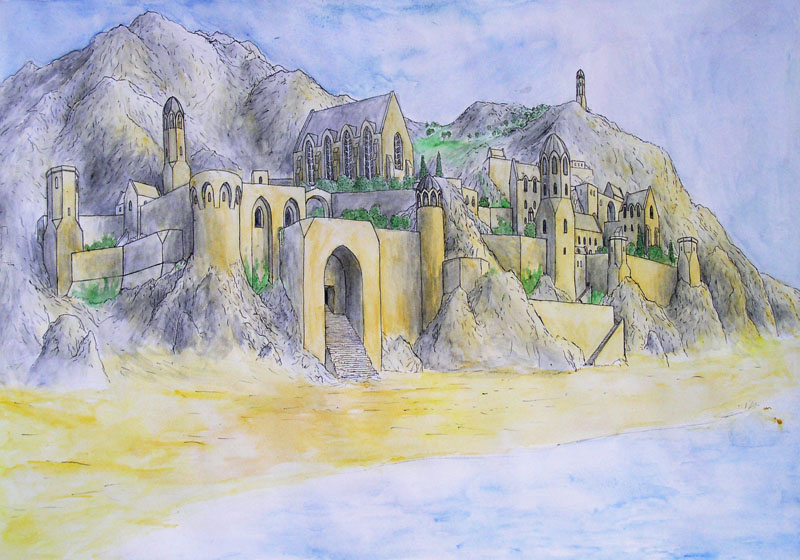
Vinyamar, sídlo krále Turgona v Nevrastu pod horou Taras

Vinyamar čii Nové sídlo bylo město nacházející se na počátku prvního věku na západním pobřeží Nevrast při hoře Taras. Před vystavěním Gondolinu zde se svým lidem sídlil noldorský pán Turgon. Po Turgonově odchodu Vinyamar zpustnul. Prošel tudy teprve až smrtelník Tuor.